# Affaire Jean-François Sarramagnan
L'affaire Jean-François Sarramagnan est une affaire judiciaire de mœurs mettant en cause Jean-François Sarramagnan, un prêtre catholique français. Il est condamné, en septembre 2018, à six mois de prison avec sursis pour attentat à la pudeur sur un mineur de moins de 15 ans, sans violence, ni contrainte.

## Historique
Jean-François Sarramagnan a été ordonné prêtre le 4 juin 1989 à Saint-Jean-Pied-de-Port dans le département des Pyrénées-Atlantiques. Les premières agressions de Jean-François Sarramagnan sur son neveu, alors âgé de 12 ans, datent de 1990. Jean-François Sarramagnan avoue ses agressions aux parents de la victime et, à la suite de ces révélations, fait une tentative de suicide, en 1991.  
En 2007, alors qu'il est mis en cause dans l'agression d'une jeune fille de 17 ans, il fait une deuxième tentative de suicide. Toutefois la justice décide d'un non-lieu concernant cette dernière agression. Pierre Molères, évêque du diocèse de Bayonne, Lescar et Oloron, décide de suspendre Jean-François Sarramagnan en 2008 et l'envoie à l'abbaye Notre-Dame de Tournay dans les Hautes-Pyrénées où il suit une thérapie,. 
Marc Aillet succède à Pierre Molères, comme évêque de Bayonne, Lescar et Oloron, en novembre 2008 et, bien qu'informé des faits de pédophilie par les aveux du prêtre, il décide de ne pas les signaler. En 2010, Marc Aillet réintègre l'abbé Sarramagnan : il est nommé adjoint au directeur diocésain de l’enseignement catholique, chargé de la pastorale. Ainsi il célébrait des cérémonies religieuses dans des établissements scolaires, et accompagnait des déplacements dans le cadre de la catéchèse. Marc Aillet indique qu'il n'a « pas de responsabilité directe auprès d'enfants et de jeunes ». Pourtant, en 2016, il est prêtre de la paroisse de Saint-Pierre-d'Irube et participe à une journée diocésaine à Salies-de-Béarn, avec des collégiens de 4e et de 3e.
Le 25 septembre 2015, la mère de la première victime (son neveu), décide de déposer plainte, ce qu'elle n'était pas prête à faire jusqu'à cette date. Jean-François Sarramagnan est mis en examen en 2016, 25 ans après que les agressions aient été connues du diocèse de Bayonne, Lescar et Oloron. Après sa mise en examen, il est suspendu de tout ministère par Marc Aillet et est de nouveau envoyé à l'abbaye Notre-Dame de Tournay . Marc Aillet signale les faits à la justice le 15 avril 2016, après avoir participé à la Conférence des évêques de France du 12 avril où le sujet des cas de pédophilie dans l'Eglise a été abordé.
Le 11 septembre 2018, Jean-François Sarramagnan est condamné à six mois de prison avec sursis par le tribunal correctionnel de Bayonne pour « attentat à la pudeur sur un mineur de moins de 15 ans, sans violence, ni contrainte ». La justice ne met pas en cause Marc Aillet, les faits étant prescrits.

## À voir